# Opština Kula
Opština Kula (v srbské cyrilici Општина Кула, maďarsky Kúla község) je základní jednotka územní samosprávy v autonomní oblasti Vojvodina na severu Srbska. V roce 2011 zde žilo 43 101 obyvatel. Sídlem správy opštiny je město Kula.
Území opštiny hraničí na severu s opštinou Sombor a opštinou Bačka Topola, na jihu s opštinou Odžaci a opštinou Vrbas a na východě s opštinou Mali Iđoš.
Obyvatelstvo na území opštiny Kula je národnostně smíšené. Podle údajů ze sčítání lidu z roku 2011 ho tvoří Srbové (58,55 %), Rusíni (10,64 %), Černohorci (10,07 %), Maďaři (7,91 %) a další národnosti.

## Sídla
V opštině se nachází celkem 7 sídel:
- Crvenka
- Kruščić
- Kula
- Lipar
- Nova Crvenka
- Ruski Krstur
- Sivac